# 貝比·亞當斯
查爾斯·班傑明·「貝比」·亞當斯（英語：Charles Benjamin "Babe" Adams，1882年5月18日—1968年7月27日），為美國職棒大聯盟的投手。生涯曾效力過紅雀和海盜兩隊。亞當斯的控球能力很出色，生涯的BB9(平均每9局的保送數)為1.29，為20世紀以後投手第二低的紀錄。1920年，他更是寫下單季平均每14.6局才會投出一次保送的紀錄。生涯194勝為海盜隊史右投勝投王，47次完封勝也是隊史紀錄。

## 早年
亞當斯在小時候搬到了棒球運動非常盛行的密蘇里州莫里亞山。1904年，他被當地球探發掘其天賦，並在隔年到小聯盟打球。

## 職業生涯
1906年4月18日，亞當斯在紅雀登上大聯盟。他先發4局吞敗，整季就只有出賽這一場比賽。隔年他便到了海盜隊，整季吞下2敗，防禦率6.95。
在小聯盟重新磨練一年後，亞當斯在1909年重返大聯盟。這年他拿下12勝3敗，防禦率1.11。1909年世界大賽，亞當斯拿下3場先發勝。而他不僅成為大聯盟首位在世界大賽第七戰先發的菜鳥投手，也是海盜唯一一位同時拿下1909年和1925年冠軍戒的選手。1911年和1913年，亞當斯都拿下20勝以上。1916年，亞當斯身手下滑。整季拿下2勝9敗，防禦率高達5.72。1917年，他在小聯盟打了一年後，在1918年重返球場，並一路待到1926年。
1926年，亞當斯因為和球隊副總理弗瑞德·克拉克不合而遭到釋出。加上他年屆44歲，因此宣布退休。
亞當斯是一名控球能力相當出色的投手，他曾在1914年7月17日先發投了21局沒有送出保送，可惜最後在延長賽被敲出2分砲吞敗。1920年，他投了263局只送出18次保送。打擊方面，他的打擊率為2成12，敲出3轟與75分打點。

## 晚年
亞當斯後來到小聯盟執教，並在莫里亞山經營農場。在二戰和韓戰爆發期間，他曾擔任海外特派員和戰地記者。1968年，亞當斯因為食道癌去世，享年86歲。

## 外部連結
- 球員資訊和成績在MLB ，ESPN，Retrosheet ，Baseball Reference ，Baseball Reference (Minors) ，Fangraphs ，The Baseball Cube （英文）